# Svetina
Svetina – wieś w Słowenii, w gminie Štore. W 2018 roku liczyła 113 mieszkańców.